# Gregory Ulmer
Gregory Ulmer (* 23. Dezember 1944) ist Professor im Fachbereich Anglistik an der University of Florida (Gainesville).

## Leben
Von 1972 bis 1977 arbeitete Ulmer als Dozent im Fachbereich für Geisteswissenschaften an der University of Florida und wurde 1979 zum Vorsitzenden des Instituts ernannt. Seitdem hatte er dort eine Festanstellung und war für den Zeitraum von 1987 bis 1990 der Kodirektor des Instituts für European & Comparative Studies. Des Weiteren war er von 1968 bis 1989 Direktor des Filmwissenschaftlichen Programms (the film studies program).
Viele seiner bahnbrechenden Theorien entwickelten sich aus seinen Wortspielen, so zum Beispiel "textshop", "choragraphy", "applied grammatology", "mystory", "heuretics" und "post(e)-pedagogy".
Seine Erkenntnisse, des von ihm bezeichneten „vorausschauenden Bewusstsein“, konzipiert, um die Macht der Intuition als eine Art der Erschaffung von Wissensformen zu verwenden, sind methodisch von Schülern aus der ganzen Welt neu auferlegt worden.
Eines dieser Projekte ist Illogic of Sense: The Gregory L. Ulmer Remix, eine E-Book Publikation, die veranschaulicht, wie Ulmers herausragende Arbeit von zentraler Bedeutung für das zeitgenössische Denken über die Zukunft des Schreibens und neue Formen der digitalen Rhetorik wurde. Das Buch wurde vom Alt-X Verlag, der von einem ehemaligen Schüler Ulmers namens Mark Amerika gegründet wurde, herausgegeben. Außerdem soll es dem lang ersehnten Potential von Online-Publikationen endgültig gerecht werden.
Gregory Ulmers Arbeiten richten das Hauptaugenmerk auf Hypertext, electracy (beschreibt die Gewandtheit, das volle kommunikative Potential der neuen elektronischen Medien wie Multimedia zu nutzen) und cyberlanguage und werden häufig mit "emerAgency", "fetishturgy", "choragraphy" und "mystoriography" in Verbindung gebracht.

## Werke
- Applied Grammatology: Post(e)-Pedagogy from Jacques Derrida to Joseph Beuys
- Teletheory: Grammatology in the Age of Video
- Heuretics: The Logic of Invention
- Internet Invention: From Literacy to Electracy
- Electronic Monuments